# Lars Fredrik Hammardahl
Lars Fredrik Hammardahl, född 28 april 1732 i Skultuna socken, död 20 februari 1822 i Arbrå socken, Gävleborgs län, var en svensk orgelbyggare, organist och klockare i Arbrå. Han var organist i Kungsholmens kyrka mellan 1759 och 1766 och organist i Arbrå kyrka mellan 1766 och 1822. Han byggde orgelverk i Uppsala stift och Härnösands stift och anlitades ofta för reparationer.

## Biografi
Hammardahl föddes 28 april 1732 på Solberga i Skultuna socken. Han var son till kaptenen Gustav Hammardahl och Anna Wadman. Hammardahl utbildade sig mellan 1761 och 1763 hos orgelbyggarna i Stockholm Gren & Stråhle (Jonas Gren och Petter Stråhle). Där examinerades och privilegierades han 1772. Han flyttade 1765 till Kyrkbyn i Arbrå socken och blev där klockare och organist. Hammardahl avled av ålderdom 20 februari 1822 i Arbrå socken, Gävleborgs län och begravdes den 1 mars samma år.
Han gifte sig 31 mars 1780 i Arbrå med Gunilla Cajsa Isberg (1744–1823).

## Orglar
| År        | Ursprunglig kyrka     | Stift      | Bild | Manualer | Pedal        | Stämmor | Bevarad orgel/fasad | Övrigt |
| --------- | --------------------- | ---------- | ---- | -------- | ------------ | ------- | ------------------- | --- |
| 1773      | Hanebo kyrka          | Uppsala    |      |          |              | 10      | Nej/Nej             | En ny orgel byggdes 1902 av E A Setterquist & Son, Örebro. |
| 1778–1783 | Alfta kyrka           | Uppsala    |      |          |              |         | Nej/Nej             | Orgeln byggdes om 1830 av Eric Nordqvist och Lars Niclas Nordqvist, Alfta. Orgeln hade då 16½ stämmor. En ny orgel byggdes 1898 av Anders Victor Lundahl, Stockholm. |
| 1790      | Ljusdals kyrka        | Uppsala    |      |          |              | 16½     | Nej/Ja              | 1764–1765 byggde Jonas Gren och Petter Stråhle, Stockholm en orgel med 12½ stämmor. 1790 byggdes orgeln till av Hammardahl och fick då 16½ stämmor. En ny orgel byggdes 1932 av E A Setterquist & Son, Örebro. |
| 1793–1797 | Ovikens gamla kyrka   | Härnösands |      | 1        | Självständig | 12      | Ja (delvis)/Ja      | Fasaden ritades 1794 av Carl Fredric Adelcrantz. Orgeln utökades 1876 med ett öververk på 6 stämmor som byggdes av Johan Gustaf Ek, Torpshammar. 1912 sattes orgelns innerverk upp i Ovikens nya kyrka i ombyggt skick av Jonas Landberg, Hammerdal. En del stämmaterial och manualväderlådor är bevarade. 1935 byggdes en ny orgel i den gamla kyrkan av John Vesterlund, Lövstabruk. |
| 1798      | Tuna kyrka, Medelpad  | Härnösands |      |          |              |         | Nej/Ja              | Orgeln byggdes eventuellt i maj 1799 av Lars Allberg, Jons Persson, Torsby och Olof Hammarström, Sörfors. 1921 byggdes en ny orgel av E A Setterquist & Son, Örebro. |
| 1812–1815 | Bergs kyrka, Jämtland | Härnösands |      | 1        | Bihängd      | 11      | Nej/Ja              | Fasaden är ritad 1811 av Olof Tempelman. 1910 byggdes en ny orgel av Erik Henrik Erikson, Gävle. |

### Övriga orgelverk
| År        | Ursprunglig kyrka | Stift   | Bild | Manualer | Pedal | Stämmor | Bevarad orgel/fasad | Övrigt                                                                 |
| --------- | ----------------- | ------- | ---- | -------- | ----- | ------- | ------------------- | ---------------------------------------------------------------------- |
| 1769–1770 | Bollnäs kyrka     | Uppsala |      |          |       |         |                     | Hammardahl byggde om ett orgelverk.                                    |
| 1780      | Bollnäs kyrka     | Uppsala |      |          |       |         |                     | Hammardahl rensade och stämde orgelverket. 1793 reparerade han verket. |
| 1784      | Söderhamns kyrka  | Uppsala |      |          |       |         |                     | Hammardahl rensade ett orgelverk 1784.                                 |
| 1792–1793 | Norrala kyrka     | Uppsala |      |          |       |         |                     | Utförde ett okänt arbeta för 50 daler.                                 |

## Medarbetare
- 1785–1806 - Carl Engren (född 1771). Han var orgelbyggargesäll hos Hammardahl. Flyttade 1 augusti 1806 till Stockholm.
- 1794–1803 - Petter Bergström (född 1786). Han var lärling hos Hammardahl.[7][8]
- 1803–1822 - Olof Hanberg (1784–1864). Han var 1803 lärling och senare gesäll hos Hammardahl.